# Prestiž povolání
Prestiž povolání ukazuje míru váženosti, moci a vlivu ve společnosti, které se jedinci dostává a jež je mu od ostatních prokazována v souvislosti s výkonem daného povolání. Prestiž je považována za jednu ze tří základních dimenzí sociální stratifikace. Prestiž povolání, neboli funkční prestiž, je výsledkem výzkumu škál prestiže povolání, který je prováděn na základně reprezentativních šetření. Na základě těchto výsledků je obvykle sestaven žebříček prestiže povolání, který by měl odrážet význam určitých profesí pro společnost.
Samotný pojem prestiž znamená dobrou reputaci (pozitivní hodnocení) jedince či skupiny spojenou s úctou a vlivem. Prestiž v moderním světě již není v takové míře určována podle velikosti majetku, jako tomu bylo dříve. Pokud jde o prestiž povolání, hodnotí se zcela nezávisle na jedinci, který povolání vykonává.

## Prestiž povolání podle Maxe Webera
Prestiž povolání zmiňoval ve svém pojetí teorie stratifikace jeden ze zakladatelů sociologie, německý sociolog a ekonom Max Weber. Weber rozlišuje tři formy stratifikačního systému: třídy, status, strana. Příslušnost k rozdílným třídám je dána nejen ekonomickými faktory (jako podle Karla Marxe), ale také dalšími neekonomickými faktory, jako jsou znalosti, dovednosti, kvalifikace. Status je nezávislý na třídním zařazení, může být pozitivní, či negativní a ukazuje rozdílnou prestiž sociálních skupin. Jakou máme stranu, není dáno třídou ani statusem, např. náboženské vyznání.
Weberův status je vymezen z velké části prestiží povolání, protože tržní společnost považuje povolání za hlavní faktor prestiže. Weber říká, že členové se stejným statusem sdílejí podobné hodnoty a životní styl a těší se podobnému uznání ve společnosti.

## Sociální status
Sociální status je postavení jedince ve společnosti na základě mnoha faktorů. Mezi ně mimo jiné spadají věk, pohlaví, tedy "vrozené statusy", které člověk neovlivní. Dalšími jsou askriptivní, tedy "připsané statusy", ty můžeme získat zděděním, např. majetek. Poslední skupinou jsou "získané statusy" dosažené vlastním úsilím v průběhu života, mezi ně patří povolání, příjem jedince, vzdělání, prestiž povolání, kulturní aktivity, životní styl a samozřejmě opět nabytý majetek.
Konzistentní status: jedinec má prestižní povolání a dostává za něj odpovídající finanční ohodnocení (např. chirurg, právník).
Inkonzistentní status: jedinec má vysoký plat v povolání, které není považováno za prestižní (např. drogový dealer). Druhou možností je, že jedinec má nízký plat za povolání, které je hodnoceno jako prestižní (např. učitel).

## Výzkumy prestiže povolání
První metodický výzkum prestiže povolání proběhl r. 1947. Tehdy dvojice Cecil C. North a Paul't Hart vypracovala studii Jobs and Occupations pro NORC (National Opinion Research Center). Autoři ve studii zjišťovali, zda existuje souvislost mezi prestiží povolání a vybranými faktory pracujících (věk, vzdělání, příjem).
Na poznatcích studie stavěla např. Treimanova mezinárodní škála prestiže (Standard International Occupational Prestige Scale – SIOPS) vypracovaná r. 1977. Donald J. Treiman se ve své hypotéze snaží o vypracování mezinárodních škál. Tyto snahy však byly obecně ztíženy silnou rolí národního pozadí a kulturních tradic v určování prestiže povolání. Postindustriální společnosti ale nesou podobné znaky, a můžeme proto mezi nimi najít i shodná chápání prestižních povolání.
Dalším z důležitých teoretiků prestiže povolání byl Otis D. Duncan, autor Duncanova socioekonomického indexu (Duncan’s Socioeconomic Index – SEI). Ve své studii pracoval s daty získaných ze sčítání lidu v USA r. 1950. Na základě výzkumu bylo možné snadno porovnávat jednotlivá zaměstnání mezi sebou.
V posledních letech se výzkumy spíše zaměřují na porovnávání a měření šíře chápaného socioekonomického statusu (SES), který zahrnuje více informací, než jen povolání, příjem a vzdělání (např. majetek, čisté jmění). Socioekonomické postavení má také vliv na zdraví, lidé s vyšším postavením se dožívají průměrně delšího věku než lidé s nižším postavením. Pro přímé hodnocení prestiže povolání se dnes nejčastěji využívá Konstrukce mezinárodního indexu sociálně ekonomického statusu zaměstnání ISEI.

### Kritika výzkumů
Podle britských sociologů Johna Goldthorpa a Keitha Hopeho nesledují výzkumy prestiže povolání samotnou prestiž jako takovou ze sociologického hlediska, ale spíše hodnocení povolání a jejich obecnou žádanost. Mezi kritéria, kterými se lidé při tomto hodnocení řídí, řadí Goldthorp a Hope životní úroveň, finanční požadavky nebo vliv na společnost. Tento předpoklad prokázal experiment, při němž se nelišily výsledky dvou různých výzkumů: jeden byl zadaný tradiční otázkou, druhý požadoval ohodnocení profesí na základě životní úrovně, kvalifikace a výzkumu.

### Výzkumy prestiže na českém území
Prvním významným vědcem, jež se na českém území zabýval prestiží povolání, byl Antonín Obrdlík, který vypracoval r. 1937 studii Povolání a veřejné blaho. Ta byla až do r. 1966 jedinou prací zabývající se prestižní škálou. Dalšími z důležitých osobností zabývajících se tímto tématem byli např. Jaroslav Kapr, Vladimír Brenner a Milan Hrouda, či Milan Tuček.
První empirická studie prestiže povolání z čistě českého prostředí byla provedena r. 1992 na základě výzkumu Utváření trhu práce, ve které bylo poměřeno 70 zaměstnání.
V současné době se v České republice věnuje výzkumům ve dvouletých až tříletých intervalech Sociologický ústav Akademie věd ČR. Ve výzkumech respondenti hodnotí 26 vybraných povolání, přičemž nejprestižnější ohodnotí 99 body, to nejméně prestižní 1 bodem. Zbylým profesím pak přiřadí body od 2 do 98 dle vlastního uvážení. Z průměrného skóre je vypracována konečná stupnice, která je díky pravidelnému opakování výzkumu schopna měřit vývoj v prestiži povolání v dlouhodobé perspektivě.

### Trendy prestiže povolání v České republice
V průzkumech Sociologického ústavu Akademie věd ČR pravidelně vítězí profese lékaře, a to s více než desetibodovým náskokem. V posledním šetření (únor 2016) této profesi dalo maximum 99 bodů 44 % dotazovaných.
Celkově žebříček neprochází zásadními změnami. Podle autora výzkumu Milana Tučka to lze vysvětlit stabilní hodnotovou strukturou české společnosti. Výjimkou je hodnocení politické scény, kdy si významně polepšila profese ministra. Mírně se zvýšilo i hodnocení poslance. Za celé sledované období dochází k nárůstu prestiže vojáka z povolání a policisty. Naopak na zatím nejnižší hodnotu se propadl zemědělec, o třináct bodů kleslo hodnocení novináře. Stabilitu žebříčku dokazuje skupina nesourodých profesí s konstantním, zhruba padesátibodovým ziskem. Zatímco v závislosti na věku se žebříček neliší, pravidelně prokazuje korelaci mezi sociálním statusem dotázaného a prestiží jednotlivých profesí (např. nejvyšší dosažené vzdělání).
Souvislost prestiže povolání s hodnotovou orientací obyvatelstva prokazuje rok 1989, kdy podle Tučka a Machonina došlo při přechodu české společnosti na tržní hospodářství k velkému pohybu na trhu práce a změně profese či osamostatnění velké skupiny pracovní síly. Některé profese prodělaly velký vzestup (učitel, zdravotní sestra) na žebříčku, jiné se úplně propadly (soustružník, zemědělec). Tuček a Machonin dále uvádějí, že změny na škále prestiže nejsou pouze důsledkem, ale zároveň předpokladem změn ve společnosti.

### Metodika a cíle výzkumů

#### Metodika výzkumů
Jak definovali čeští vědci Tuček a Machonin ve své studii, výzkumy sociální stratifikace obecně čerpají ze tří druhů šetření, které se vztahují i na příbuzná měření prestiže povolání. Jako ideální postup hodnotí kombinaci všech zmíněných druhů šetření:
1. subjektivní přístup,
2. využívání nezávislých hodnotitelů k zařazení jedince do skupiny,
3. objektivní přístup (hodnotí dle nezávislých proměnných – vzdělání, jmění, atp.)

#### Cíle výzkumů
Dle Tučka a Machonina mají výzkumy pět možných cílů:
- deskriptivní – sestavení současně platící škály prestiže profesí,
- komparační v čase – vývoj prestiže v určitých časových obdobích,
- komparační v mezinárodním měřítku,
- determinační a vztahové – souvislost prestiže povolání a klíčových charakteristik profese
- strukturální – hledání hodnot, které vytvářejí škálu prestiže povolání.

Tuček a Machonin dále uvádějí, že výsledky výzkumu lze užívat pro diskusi o problémech sociální struktury společnosti. Prestiž se pojí se sociálním vědomím a vedle kompenzací materiálních slouží jako duchovní či morální kompenzace za výkon povolání.

## Profese dle prestiže povolání
Data na základě několikaletého výzkumu Sociologického ústavu Akademie věd ČR:
| Profese                   | listopad 2004 | listopad 2004 | červen 2007 | červen 2007 | červen 2011 | červen 2011 | červen 2013 | červen 2013 | únor 2016 | únor 2016 |
| ------------------------- | ------------- | ------------- | ----------- | ----------- | ----------- | ----------- | ----------- | ----------- | --------- | --------- |
|                           | průměr        | pořadí        | průměr      | pořadí      | průměr      | pořadí      | průměr      | pořadí      | průměr    | pořadí    |
| Lékař                     | 89,5          | 1.            | 89,8        | 1.          | 89,1        | 1.          | 91,5        | 1.          | 90,2      | 1.        |
| Vědec                     | 80,7          | 2.            | 81,8        | 2.          | 75,4        | 2.          | 76,3        | 2.          | 77,2      | 2.        |
| Zdravotní sestra          | -             | -             | -           | -           | 73,9        | 3.          | 74,8        | 3.          | 72,9      | 3.        |
| Učitel na vysoké škole    | 78,5          | 3.            | 78,2        | 3.          | 72,4        | 4.          | 74,6        | 4.          | 72,9      | 4.        |
| Učitel na základní škole  | 71,3          | 4.            | 70,7        | 4.          | 70,3        | 5.          | 71,1        | 5.          | 70,8      | 5.        |
| Soudce                    | 64,8          | 6.            | 65          | 7.          | 61          | 7.          | 66,3        | 6.          | 64,0      | 6.        |
| Projektant                | 64,1          | 7.            | 65,5        | 6.          | 61,7        | 6.          | 62,6        | 8.          | 61,2      | 7.        |
| Programátor               | 66,3          | 5.            | 65,7        | 5.          | 60,8        | 8.          | 59,7        | 9.          | 59,7      | 8.        |
| Soukromý zemědělec        | 59,1          | 10.           | 59          | 8.          | 60,3        | 9.          | 63,9        | 7.          | 58,2      | 9.        |
| Policista                 | 47,6          | 20.           | 52,1        | 13.         | 53,9        | 11.         | 55,7        | 10.         | 56,3      | 10.       |
| Starosta                  | 60,1          | 8.            | 57,4        | 9.          | 52,6        | 14.         | 53,1        | 13.         | 54,1      | 11.       |
| Voják z povolání          | 44,8          | 22.           | 46,4        | 21.         | 48,3        | 17          | 49,7        | 16.         | 53,6      | 12.       |
| Truhlář                   | 50,8          | 16.           | 51,4        | 14.         | 53,2        | 12.         | 55,6        | 11.         | 52,0      | 13.       |
| Účetní                    | 53,5          | 14.           | 51,3        | 15.         | 54,1        | 10.         | 52,3        | 14.         | 50,4      | 14.       |
| Majitel malého obchodu    | 51,2          | 15.           | 50,1        | 16.         | 51,4        | 15.         | 54,8        | 12.         | 50,1      | 15.       |
| Profesionální sportovec   | 56,1          | 11.           | 55,6        | 10.         | 51,2        | 16          | 47,6        | 18.         | 49,3      | 16.       |
| Manažer                   | 59,4          | 9.            | 55,4        | 11.         | 53          | 13          | 50,2        | 15.         | 48,8      | 17.       |
| Opravář elektrospotřebičů | 50,2          | 17.           | 49,7        | 18.         | -           | -           | -           | -           | -         | -         |
| Soustružník               | 47,7          | 19.           | 49          | 19.         | -           | -           | -           | -           | -         | -         |
| Ministr                   | 53,8          | 13.           | 50          | 17.         | 38          | 24          | 37,9        | 24.         | 46,5      | 18.       |
| Stavební dělník           | -             | -             | -           | -           | 48,1        | 18          | 49,3        | 17.         | 44,0      | 19.       |
| Bankovní úředník          | 50,2          | 18.           | 48,7        | 20.         | 46,9        | 19          | 45,7        | 19.         | 42,4      | 20.       |
| Novinář                   | 54,4          | 12.           | 53          | 12.         | 46,5        | 20          | 43,8        | 21.         | 41,2      | 21.       |
| Kněz                      | 46,1          | 21.           | 43,2        | 22.         | 42,8        | 22          | 38          | 23.         | 41,2      | 22.       |
| Prodavač                  | 42,8          | 24.           | 41,5        | 23.         | 43,6        | 21          | 44,7        | 20.         | 40,3      | 23.       |
| Sekretářka                | 43,7          | 23.           | 40,5        | 24.         | 41,4        | 23          | 40          | 22.         | 37,3      | 24.       |
| Poslanec                  | 39,9          | 25.           | 36,5        | 25.         | 27          | 26          | 25,1        | 26.         | 31,2      | 25.       |
| Uklízečka                 | 29,4          | 26.           | 29          | 26.         | 34          | 25          | 34,2        | 25.         | 28,9      | 26.       |